# Juliette Wytsman
Juliette Wytsman, geboren als Juliette Trullemans (Brussel, 14 juli 1866 – Elsene, 8 maart 1925) was een Belgische impressionistische kunstschilderes.

## Biografie

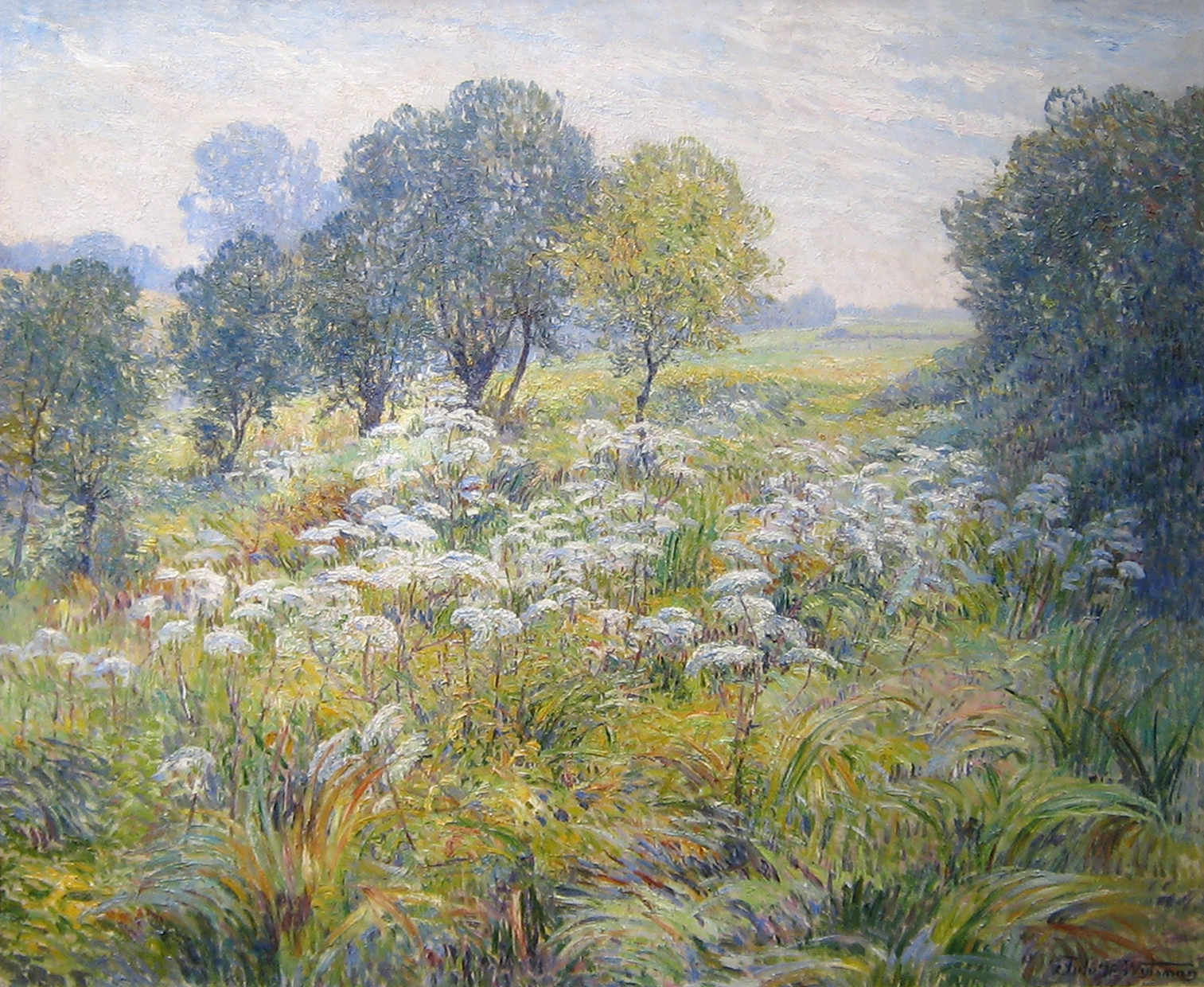
Spirea
Museum van Elsene

### Jeugd (1866-1886)
Juliette Wytsman werd geboren als de dochter van Emanuel Trullemans en Julie Tetelain.
Zoals zoveel jonge meisjes begon Juliette met schilderen van poëtische schoolse bloemstukjes. Dit gebeurde naderhand ook in de gereputeerde École professionelle Bischoffsheim in Brussel, waar Henri Hendrickx tekenleraar was en waar meisjes die niet aan de Academie mochten studeren terechtkonden in de afdelingen toegepaste kunsten waar tekenen, broderie, ceramiek, batik en dergelijke onderwezen werd. Ook Ketty Hoppe, de latere echtgenote van Victor Gilsoul was een van zijn leerlingen.

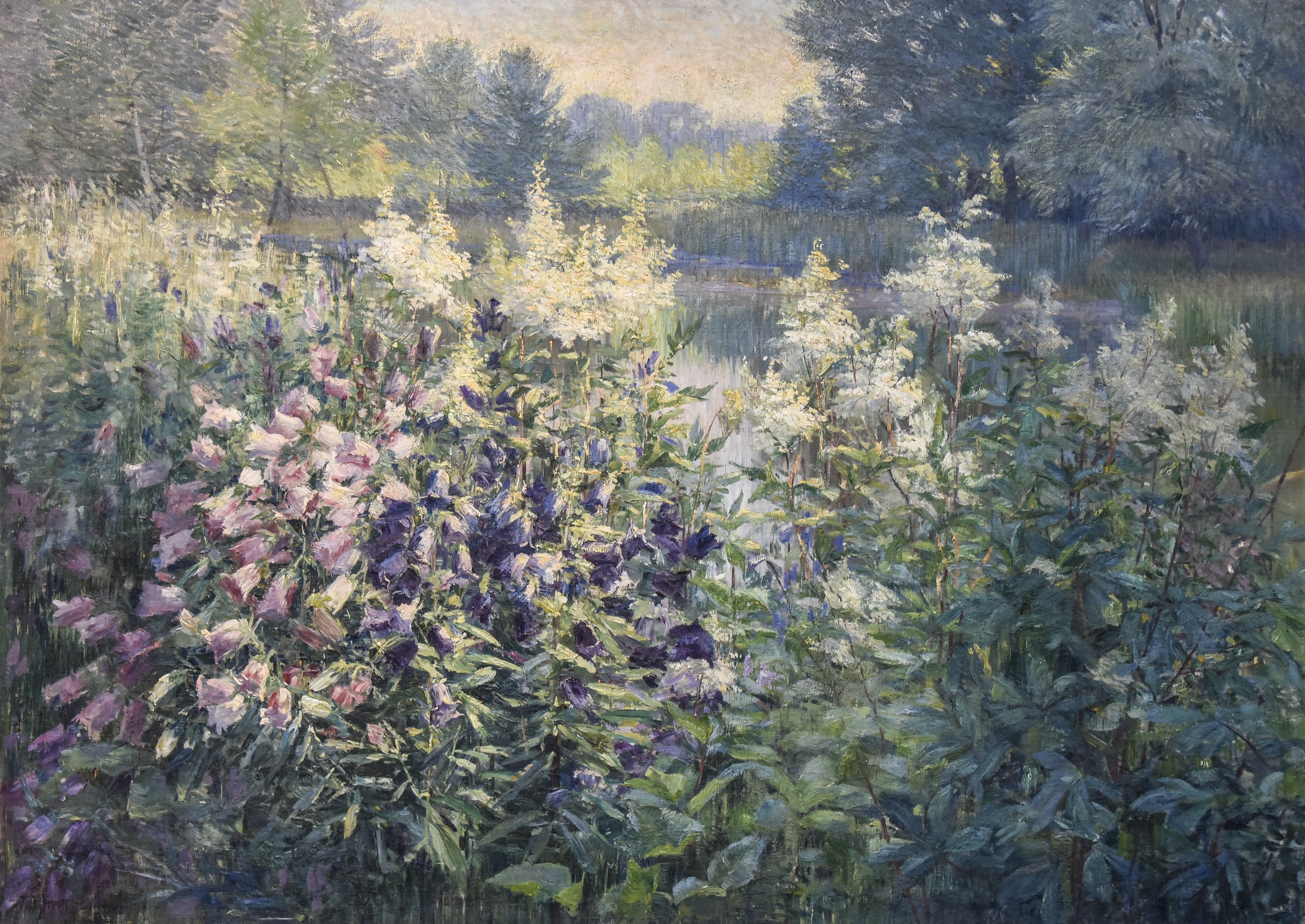
Landschap met klokbloemen

Juliette Trullemans volgde verder privélessen bij de uit Gent afkomstige, maar inmiddels naar Brussel verhuisde, kunstschilder Jean Capeinick. Het was Capeinick die haar kunst tot op het professionele niveau tilde. Haar vroegere werk lag dan ook volledig in zijn stijl. Ook aarzelde ze niet om reeds realistische bloemstukken te brengen: een vervuilde, onopgesmukte, bruinrode aarden bloempot met een eenvoudige geraniumplant bijvoorbeeld. Voor zover gekend debuteerde ze als exposante in het Salon van 1883.
Het was in het atelier van Capeinick, dat Juliette Trullemans en Rodolphe Wytsman ten slotte elkaar voor 't eerst ontmoetten. En weldra ook in het zomerse schildersmekka Knokke, zagen ze elkaar geregeld opnieuw.

### Huwelijk (1886-1914)
Op 16 februari 1886 trad Rodolphe Wytsman met Juliette Trullemans in het huwelijk. Het werd een innige verbintenis: beiden schilderden enthousiast zonovergoten landschappen en tableaus met planten en struiken. Twee kunstenaarscarrières versmolten zo samen tot een geheel. De opbrengst van hun kunst liet hen toe ruim te leven en tal van reizen te ondernemen. Hun vele Europese reizen lieten echter relatief weinig sporen na in hun oeuvre.
Eerst woonde het echtpaar nog in de Prieelstraat in de Leopoldswijk, maar verhuisde kort na 1900 naar de Keyenveldstraat, 39. Ze hadden ook een buitenhuis in Terhulpen, ten zuidoosten van Brussel, aan de andere zijde van het Zoniënwoud. Ze hadden er intense vriendschappelijke contacten met onder meer de schrijver en kunstcriticus Camille Lemonnier, de beeldhouwer Charles Van der Stappen en de kunstschilder Émile Claus.
In 1892 verwierven ze een landgoed "Les Tournesols" in de Brusselse randgemeente Linkebeek. Rond hun huis was er een grote bloemrijke tuin te midden van een nog grotendeels ongerept landschap. Het park en de omgeving inspireerden beiden tot tal van doeken.
In 1911 stichtten enkele vrouwelijke kunstenaars in Brussel de “Galerie Lyceum”. Juliette Wytsman-Trullemans was vertegenwoordigd op de openingstentoonstelling, samen met onder meer Alice Ronner en Emma Ronner, Anna Boch, Louise Danse, Marie Danse, Berthe Art, Ketty Gilsoul-Hoppe.

### Eerste Wereldoorlog (1914-1918)
Toen de Eerste Wereldoorlog uitbrak in augustus 1914 kwam een ware exodus op gang in België; richting Frankrijk, Engeland, Nederland, Amerika, en – voor een kleine minderheid – naar Zwitserland. De Wytsmans weken uit naar Rotterdam. Andere kunstenaars die naar Nederland waren ontkomen of er om andere redenen verbleven waren onder anderen Gust De Smet, Frits Van den Berghe, Rik Wouters, Isidore Opsomer, Walter Vaes, Jozef Cantré, William Degouve de Nunques, Frans Smeers, Jules Schmalzigaug, William Paerels, Georges Vantongerloo, Edith Van Leckwyck.
De Wytsmans richtten in de Rotterdamse kunstkring een expositie in ten voordele van de Belgische kunstenaars. Discreet steunden ze behoeftige collega's, waarbij we wellicht Rik Wouters mogen rekenen. Ze schilderden er landschappen in de omgeving van Overschie, Bergplaats, Oosterwijck, Plasmolen, Kralingen, Delfshaven en Mook. Toen Rik Wouters in 1916 in verschrikkelijke omstandigheden overleed in Amsterdam en er begraven werd, was het Rodolphe Wytsman die er de lijkrede hield.
In november 1916 bracht het Stedelijk Museum in Amsterdam een tentoonstelling van Belgische Kunst. Rodolphe Wytsman zat in het inrichtend comité samen met Isidore Opsomer en Maurice Guilbert benevens de Amsterdamse museumconservator Baard. Met uitzondering van Gust De Smet en Rik Wouters werd de jonge – vernieuwende – generatie volledig genegeerd in deze tentoonstelling – wat door hen niet in dank werd afgenomen.

### Na de oorlog (1919-1925)
Na de oorlog keerden de Wytsmans naar hun geliefde Linkebeek terug, maar die laatste fase van hun leven verliep stil, zonder noemenswaardige extra-artistieke gebeurtenissen, enigszins aan de rand van de vernieuwende kunsttendensen die meer en meer opgang maakten, en waardoor zij niet meer open stonden. In 1925 bereidden ze samen nog een dubbel-retrospectieve voor, hun laatste belangrijke manifestatie in een totaal veranderde kunstwereld.
Juliette Wytsman-Trullemans stierf thuis in de Keyenveldstraat in Elsene op 8 maart 1925. Rodolphe overleefde haar nog meer dan twee jaar.

## Thematiek
Als locaties voor hun landschappen was er Knokke uiteraard ook het Brabantse landschap (Ter Hulpen, Genval, de Parkhoeve, …), maar vooral ook de Maas en haar omgeving (Dave, Profondeville, Yvoir, Houx, Bouvignes, …) zijn sites die de Wytsmans prefereerden. Ook Brugge komt voor en Tenerife (in werken uit 1914).
Rodolphe en Juliette Wytsman hadden beide een uitgesproken voorkeur voor landschappelijke motieven: landschappen zonder meer, maar ook doeken met speciale aandacht voor opvallende bloemen, kruiden of planten, die ze op de voorgrond van hun schilderijen plaatsten, meestal met een doorkijk naar het achterliggende landschap: vijvers, moerassen, bloeiende boomgaarden, bloembedden bij bloemkwekers, heide met bloeiende brem, braakland met onkruid overwoekerd, verwilderde tuinen, bloesems, rozelaars en seringen, klaprozen, zwaardlelies, vingerhoedkruid, leverkruid, kaasjeskruid, …

## Tentoonstellingen
Als exposante debuteerde ze in het Salon 1883 in Gent. Naast haar deelnames aan de Driejaarlijkse Salons van Antwerpen, Brussel en Gent, aan de kleinere Salons in de provinciesteden organiseerden ze met haar man ook enkele dubbeltentoonstellingen: nl. in 1888 en in 1893 in de Brusselse "Cercle Artistique". Beiden stelden tentoon in de Belgische sectie voor Schone Kunsten tijdens de "Exposition universelle internationale 1900" in Parijs en de belangwekkende "Ausstellung Belgischer Kunst" in Berlin anno 1908.
Speciaal te vermelden is ook de tentoonstelling van Belgische kunstenaars in de zaal Zacheta in Warschau in 1907, een tentoonstelling die er kwam op initiatief van de Poolse industrieel Leopold Wellisch (1882-1972) en waaraan slechts een handvol kunstenaars, onder wie Rodolphe en Juliette Wytsman deelnamen.

## Boekbinden
Een ander aspect van Juliette Wytsmans persoonlijkheid en creativiteit was het boekbinden. Haar realisaties op dat vlak liggen volledig in de lijn van de art-nouveau. Zelf gaf ze onderricht aan dilettanten zowel in het schilderen als in het boekbinden.

## Stijl
Juliette en Rodolphe Wytsman debuteerden beiden in een realistische stijl met pré-impressionistische accenten. Onder invloed van het artistieke gebeuren van hun tijd, dat ze alleen al door de tentoonstellingen in Brussel en zeker ook door hun contacten met gelijkgestemde kunstenaars goed kenden, werden ze beide gedreven naar een grote belangstelling voor de picturale weergave van de inwerking van het intense licht in hun doeken, de wisselwerking van licht, vormen en kleuren. Beide behoren tot de belangrijkste vertegenwoordigers van de lumistische tendens binnen het impressionisme in de Belgische schilderkunst. Ze delen die plaats met kunstenaars als Émile Claus en zijn leerlingen Jenny Montigny & Anna De Weert, Adrien-Joseph Heymans, George Morren & Georges Buysse.
Ze kenden een behoorlijk succes wat hen toeliet royaal te leven van hun kunst. Ze ondernamen tal van reizen die echter relatief weinig sporen in hun oeuvre nalieten.

## Etsen
Een ets van Juliette Wytsman is opgenomen in het boek Notre Pays, uitgegeven in 1909 door G. Van Oest in Brussel in de nadagen van de vieringen van 75 jaar België. Notre Pays bevatte verder grafiek van onder meer C. Montald, W. Degouve de Nuncques, F. Khnopff, R. Van Offel, F. Gailliard en L. Danse.

## Musea
- Antwerpen, Koninklijk Museum voor Schone Kunsten
- Brussel, Koninklijke Musea voor Schone Kunsten van België
- Brussel, Kon. Bibliotheek (boekbanden)
- Brussel, Museum Camille Lemonnier
- Elsene/Brussel, Museum van Elsene
- Sint-Jans-Molenbeek/Brussel, Gemeentelijke verzameling
- Sint-Joost-ten-Node, Museum Charlier
- Gent, Museum voor Schone Kunsten
- Liège, Musée d’Art Wallon
- Oostende, Mu.ZEE (Kunstmuseum aan Zee)